# 장석남
장석남(張錫南, 1965년 8월 3일 ~)은 대한민국의 시인이다. 서울예술대학 문예창작과를 졸업하고 인하대학교대학원 국문학과에서 박사과정을 수료했다. 현재 한양여자대학 문예창작과 교수(2003~)로 재직 중이다. 신서정파로 분류되기도 한다. 장석남의 스승인, 시인 오규원은 장석남의 시를 “김종삼과 박용래의 중간 어디쯤이다. 귀중한 자리다.”라고 평했다.

## 약력
1979-1981 : 인천남중학교
1987년 《경향신문》 신춘문예에 시〈맨발로 걷기〉가 당선되어 등단했다.

## 수상
- 1992년 제11회 「김수영문학상」
- 1999년 제44회 「현대문학상」
- 2010년 제10회 「미당문학상」
- 2012년 제23회 「김달진문학상」
- 2013년 제28회 「상화시인상」
- 2018년 제18회 「지훈문학상」
- 2018년 제28회 「편운문학상」

## 저서

### 시집
- 《새떼들에게로의 망명》(문학과지성사, 1991) ISBN 89-320-0533-8
- 《지금은 간신히 아무도 그립지 않을 무렵》(문학과지성사, 1995) ISBN 89-320-0736-5
- 《젖은 눈》(솔, 1998) ISBN 89-8133-278-9; 개정판(문학동네, 2009) ISBN 978-89-546-0793-3
- 《왼쪽 가슴 아래께에 온 통증》(창작과비평사, 2001) ISBN 89-364-2204-9
- 《미소는, 어디로 가시려는가》(문학과지성사, 2005) ISBN 89-320-1621-6
- 《뺨에 서쪽을 빛내다》(창작과비평사, 2010) ISBN 978-89-364-2317-9
- 《고요는 도망가지 말아라》(문학동네, 2012) ISBN 978-89-546-1731-4
- 《꽃 밟을 일을 근심하다》(창비, 2017) ISBN 978-89-364-2417-6

#### 시인의 말
- 《새떼들에게로의 망명》
물 떠먹으러 등잔불을 들고 밖으로 나간다. 그 아스라한 빛이 분별해주는 삶의 넘어짐. 그러나 부엌에 가보니 새 찍어먹을 물도 없다. 꺼지려고 하는 불을 꺼치고 가슴의 불로 아예 샘으로 간다. 뚜벅뚜벅…… 거기가 샘이라고 시집을 내보내다니. 가엾어라 발앞의 어둠이여.
- 《지금은 간신히 아무도 그립지 않을 무렵》
몇몇을 빼면 대개 첫 시집 이후의 것들이지만 그 사이에는 '사이' 이외 별게 없어 보인다. 그래도 대수롭지 않은 척 앉아 있자니 날이 저물어 베란다 창에 별이 몇 와 있다. 이 세월 위에 안장을 얹어 '탈' 수는 없는가. 없으니까 별이 얼얼하게 빛난다.
- 《젖은 눈》
오,
저 물 위를 건너가는 물결들
처럼,
- 《왼쪽 가슴 아래께에 온 통증》
문자 바깥까지 나가 내 몸뚱어리로 집도 짓고 나무도 심고……또 그 소출로 술도 사먹고 마음에 오는 빛도 좀 구경할 수 있는 날을 위해 다시 이 삐뚤어진 책 그릇을 들고 글자를 얻으러 나선다. 아니다 아니다 버리러!
- 《미소는, 어디로 가시려는가》
문: 문 열고 들어가도 될까요?
답: 그래요. 그 대신 문은 돌로 막아버려요.

문: 나가고 싶은데 문은 어디죠?
답: 당신!

무너질 데라고는 나 자신뿐!
거길 깨고 나갈 밖에.

나갈 문도 없이 집을 짓는다. 그게
사랑이다.
(그리고 능청이다.
삶 말이다.)

### 시화집
- 《별의 감옥》(Project·409, 1993)
나는 지금 어디를 두리번거리고 있는지. 두 눈 가려버리고 싶다. 자꾸 눈앞을 가리는 이 들, 는개들……

### 산문집
- 《물의 정거장》(이레, 2000)
- 《물 긷는 소리》(해토, 2008)